# Comuna de Kamienna Góra
Kamienna Góra (polaco: Gmina Kamienna Góra) é uma gminy (comuna) na Polónia, na voivodia de Baixa Silésia e no condado de Kamiennogórski. A sede do condado é a cidade de Kamienna Góra.
De acordo com os censos de 2004, a comuna tem 8663 habitantes, com uma densidade 54,8 hab/km².

## Área
Estende-se por uma área de 158,1 km², incluindo:
- área agrícola: 60%
- área florestal: 32%

## Demografia
Dados de 30 de Junho 2004:
|                      | Total   | Total | Mulheres | Mulheres | Homens  | Homens |
| -------------------- | ------- | ----- | -------- | -------- | ------- | ------ |
|                      | pessoas | %     | pessoas  | %        | pessoas | %      |
| População            | 8663    | 100   | 4328     | 50       | 4335    | 50     |
| Densidade (pop./km²) | 54,8    | 100   | 27,4     | 27,4     | 27,4    | 27,4   |

De acordo com dados de 2002, o rendimento médio per capita ascendia a 1473,16 zł.

## Comunas vizinhas
- Czarny Bór, Janowice Wielkie, Kamienna Góra, Kowary, Lubawka, Marciszów, Mieroszów, Mysłakowice